# Apicum-Açu
Apicum-Açu est une municipalité brésilienne située dans l'État du Maranhão.